# Medetera olivacea
Medetera olivacea är en tvåvingeart som beskrevs av Meijere 1916. Medetera olivacea ingår i släktet Medetera och familjen styltflugor. Inga underarter finns listade i Catalogue of Life.